# Liste der Monuments historiques in Montlaur (Haute-Garonne)
Die Liste der Monuments historiques in Montlaur (Haute-Garonne) führt die Monuments historiques in der französischen Gemeinde Montlaur auf.

## Liste der Bauwerke
| Bezeichnung | Beschreibung                  | Standort | Kennzeichnung | Schutzstatus | Datum | Bild           |
| ----------- | ----------------------------- | -------- | ------------- | ------------ | ----- | -------------- |
| Schloss     | Erbaut im 16./17. Jahrhundert | (Lage)   | PA00094395    | Inscrit      | 1982  | weitere Bilder |